# Lodewijk Caspar Luzac
Lodewijk Caspar Luzac (Leiden, 1 augustus 1786 – aldaar, 18 februari 1861) was een liberale Leidse rechter en minister. Luzac was een kleinzoon van Johan Luzac, de jurist en uitgever van de Gazette de Leyde, een Franstalige krant met een internationale reputatie.
Mr. Luzac was twintig jaar lang een van de voornaamste opposanten tegen de politiek van de koningen Willem I en Willem II, medestander van Thorbecke en met deze in 1844 een van de initiatiefnemers van een voorstel tot Grondwetsherziening (Negenmannen). Daarna werd hij lid van de Staatscommissie die de Grondwetsherziening van 1848 voorbereidde.
Sebastiaan Hendrik Anemaet ·
Edmond Willem van Dam van Isselt ·
Schelto van Heemstra ·
Jacobus Mattheüs de Kempenaer ·
Lodewijk Caspar Luzac ·
Jacob Hendrik van Rechteren van Appeltern ·
Lambertus Dominicus Storm ·
Johan Rudolph Thorbecke ·
Berend Wichers